# Берлінський університет імені Гумбольдтів
Берлінський університет імені Гумбольдтів (нім. Humboldt-Universität zu Berlin, скор. нім. HU Berlin), колишній Берлінський університет, лат. Alma Mater Berolinensis) — найстарший з чотирьох університетів Берліна. Заснований 16 серпня 1809 року за ініціативою Вільгельма фон Гумбольдта. У 1828 році одержав назву Університет Фрідріха Вільгельма на честь прусського короля Фрідріха Вільгельма III, під час правління якого його було засновано; 1949 року перейменовано на честь братів Александра і Вільгельма Гумбольдтів, чиї пам'ятники стоять обабіч входу до головного корпусу.
Заняття в університеті почалися 1810 року, на той момент було зараховано 256 студентів, заняття проводили 52 викладачі.
У XIX столітті університет був одним з найбільших наукових центрів Європи.
У 2009/2010 роках кількість студентів становила 28.239, кількість співробітників університету — 3967 (без Шаріте, 2008).

## Історія

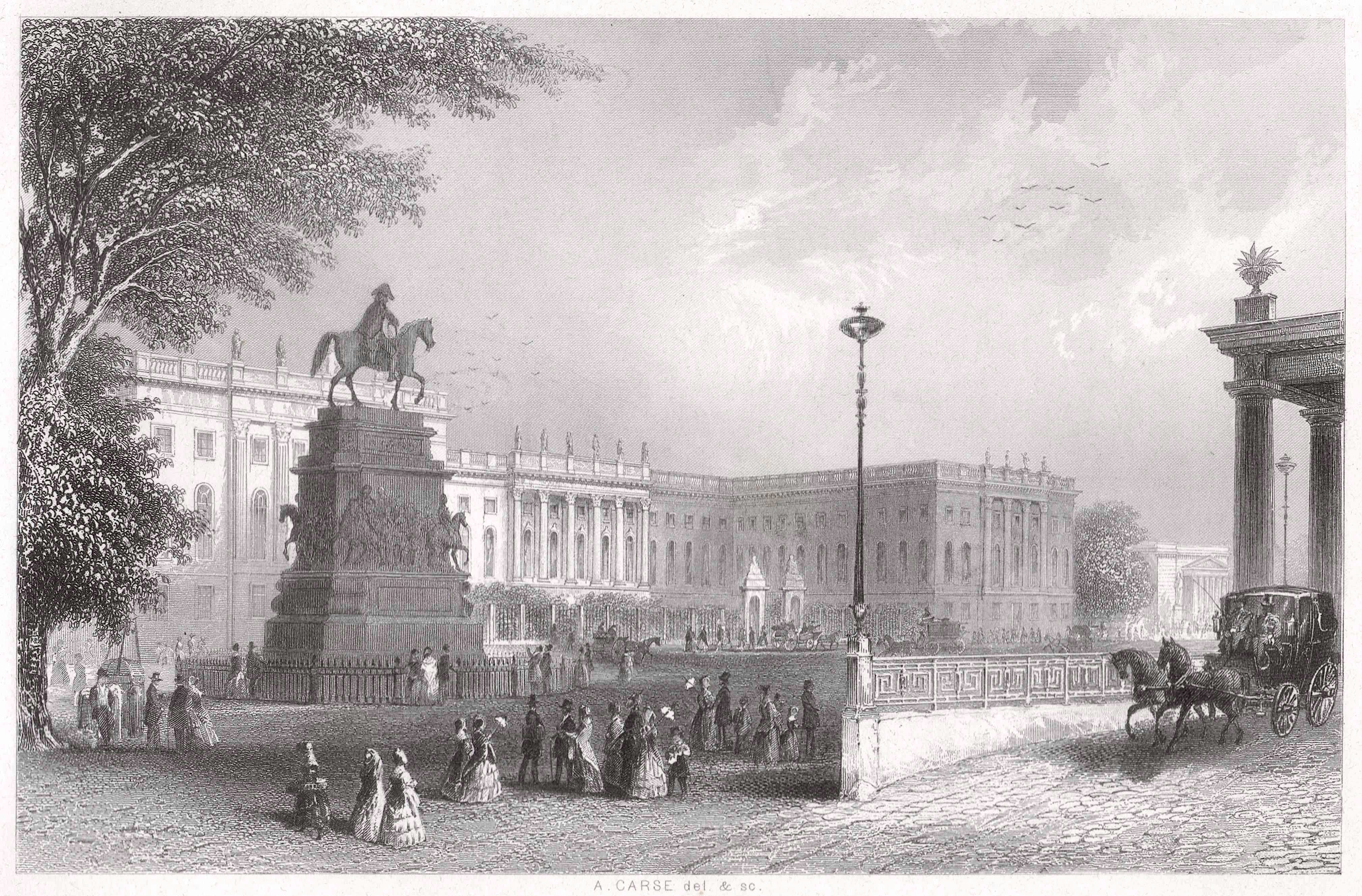
Берлінський університет біля 1850 року

Викладання велося на юридичному, медичному, філософському і теологічному факультетах. Природничі науки були у той час частиною факультету філософії. Першим ректором став Теодор Шмальц.
Ініціатива заснування університету виходила від найвідоміших учених того часу, перш за все від філософа Йоганна Готліба Фіхте і теолога Фрідріха Шлейермахера.
Під впливом ідей Шлейермахера дипломат і мовознавець Вільгельм фон Гумбольдт розробив концепцію університету. З лютого 1809 року Гумбольдт протягом року був начальником відділу освіти в Міністерстві внутрішніх справ. Його метою було введення нової системи освіти. Основним постулатом його концепції був тісний зв'язок навчання та дослідницької роботи.
Першими професорами університету, які поділяли ідеї Гумбольдта стали Філіп Август Бек (філологія), Альбрехт Пер (сільське господарство), Карл Фрідріх фон Савіньї (юриспруденція), Крістоф Вільгельм Гуфеланд (медицина) і Карл Ріттер (географія).

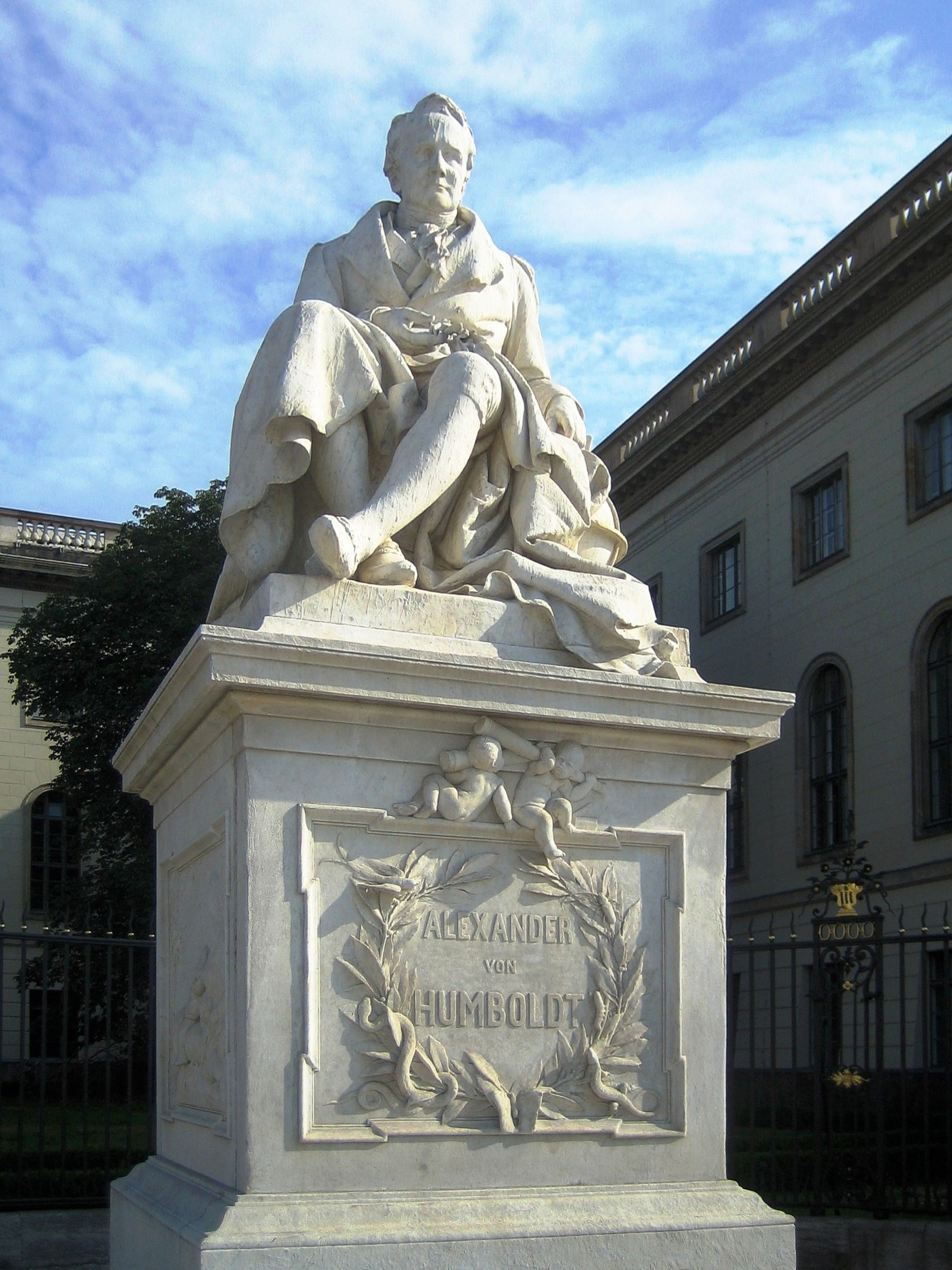
Пам'ятник Александру фон Гумбольдту перед головним корпусом

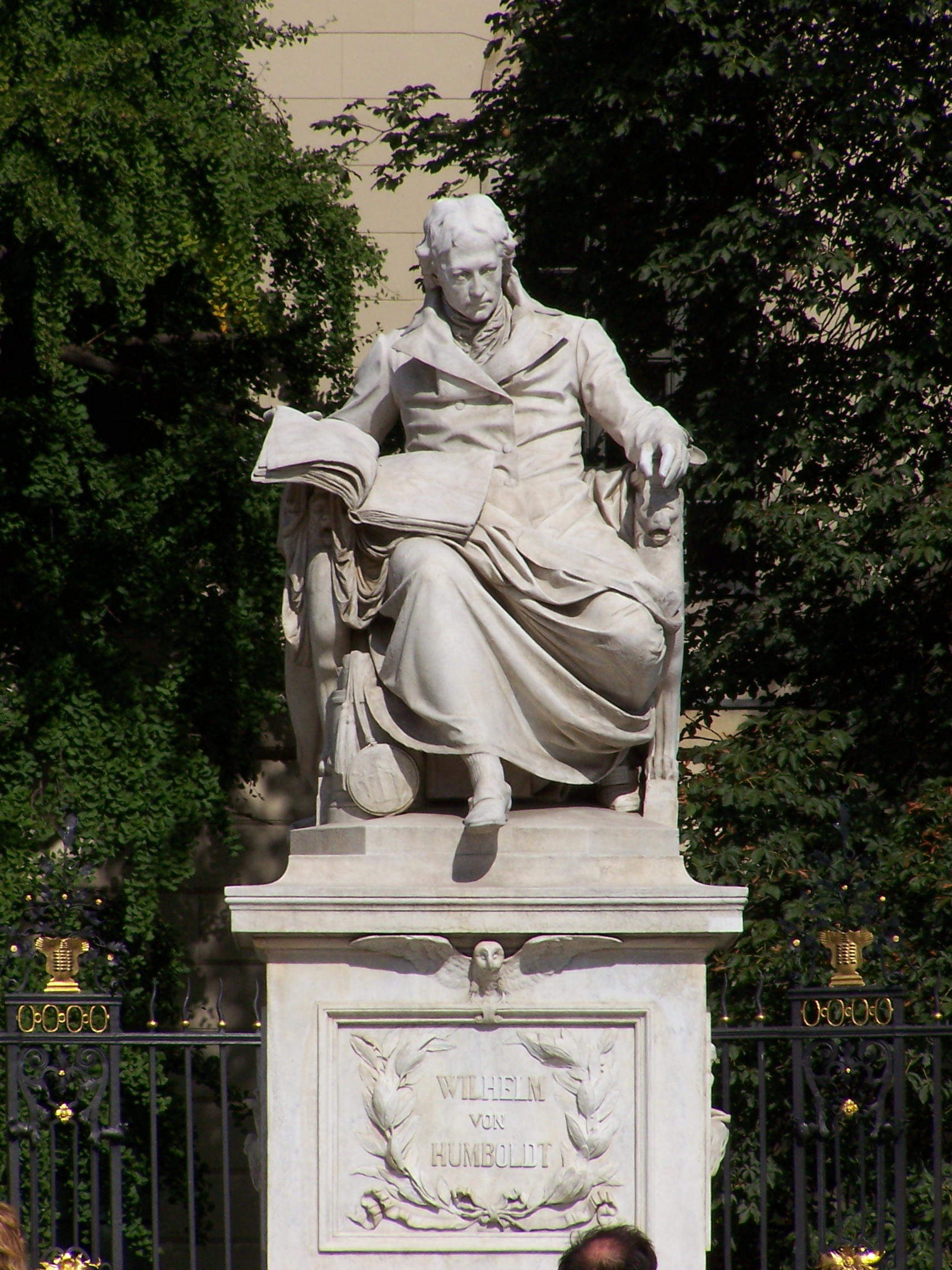
Пам'ятник Вільгельму фон Гумбольдту перед головним корпусом

Для університету виділили порожній палац принца Генріха Прусського, побудований в 1748–1766 роках. Неодноразово перебудована будівля і сьогодні є головним корпусом університету.
Незважаючи на переважання традиційних предметів: археології, філології, історії, медицини та теології, в університеті розвивалися і численні нові наукові напрямки в галузі природничих наук, зокрема, завдяки сприянню Александра фон Гумбольдта, брата засновника університету. У другій половині XIX століття почалося створення сучасних дослідницьких і навчальних установ. Такі відомі дослідники як: хімік Август Вільгельм фон Гофман, фізики Герман фон Гельмгольц, математики Ернст Едуард Куммер, Леопольд Кронекер, Карл Вейєрштрасс; лікарі Йоганн Петер Мюллер, Альбрехт фон Грефе, Рудольф Вірхов та Роберт Кох сприяли становленню наукової слави університету далеко за межами Німеччини.
У місті виникали й інші установи, пов'язані з університетом.
1810 року з'явилася медично-хірургічна університетська клініка, потім у 1816 році пологовий будинок, що став в 1882 році першою жіночою клінікою. В 1910 році Фрідріх I розпорядився побудувати перед міськими воротами лікарню для хворих на чуму, яка в 1927 році стала хірургічною університетською клінікою.
З 1889 року природно-історичні колекції університету було перенесено в окрему будівлю, сьогодні Музей Природознавства. Заснована в 1790 році ветеринарна школа стала основою факультету ветеринарної медицини, а заснована в 1881 році Вища сільськогосподарська школа — факультетом сільського господарства.
Часи націонал-соціалізму почалися в Берлінському університеті з дифамації вчених та студентів єврейського походження. Лекції професорів-євреїв бойкотувалися, до слухачів застосовували фізичне насильство. Переслідувалися також неугодні режиму професори. Участь співробітників та учнів університету в спалення книг 10 травня 1933 року стала ганьбою для університету. У наступні роки націонал-соціалісти звільнили третину співробітників, багато вчених і студенти назавжди розпрощалися з університетом.
У січні 1946 року університет знову відкрив свої двері. Заняття проводилися тільки на семи факультетах в частково зруйнованих війною будівлях, потім відкрилися економічний і педагогічний факультети. В 1948 році в Західному Берліні було засновано Вільний університет Берліна, в якому навчалися студенти Берлінського університету, що опинилися поза Радянським сектором Берліна. Так разом з поділом Німеччини відбувся й поділ Берлінського університету.

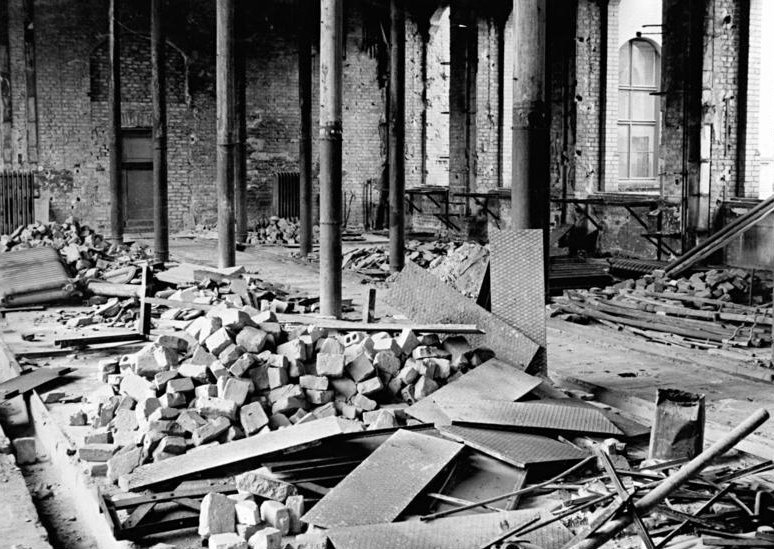
Руїни хімічного факультету, 1950 рік

1949 року Берлінський університет став називатися «Гумбольдтський університет Берліна» на честь братів Гумболдтів, пам'ятники яким стоять при вході до головного корпусу. У цьому найбільшому університеті НДР до 1990 року пройшли навчання майже 150 тисяч студентів. Тут викладали всесвітньо відомі вчені.
На час об'єднання Німеччини в Берліні існувало 4 університети. Виникла необхідність реформувати й переорієнтувати кожен з них, зокрема і Гумбольдтський.
З 1994 року в університеті існує одинадцять факультетів та кілька міждисциплінарних центрів та інститутів. Навчання в університеті стало престижним, так, наприклад, у зимовому семестрі кількість абітурієнтів склала 25 750 осіб на 3 455 навчальних місць. Навчальні корпуси знаходяться в центрі Берліна, а також в районі Адлерсгоф та в північній частині Берліна. 14 % студентів становлять іноземні студенти з більш ніж 100 країн. Вартість навчання за зимовий семестр 2008—2009 року склала 242,68 євро, включаючи проїзний квиток.
З 2006 року університет почав он-лайновий прийом аплікаційних форм на навчання.
Університет підтримує партнерські відносини з понад 170 науковими закладами по всьому світу.

## Факультети
- Факультет юриспруденції;
- Факультет сільського господарства та садівництва;
- I факультет математики та природничих наук (фізика, біологія, хімія);
- II факультет математики та природничих наук (математика, інформатика, психологія, географія);
- Шаріте — медичний факультет університету в Берліні (спільний факультет медицини Гумбольдтского і Вільного університетів);
- I факультет філософії (філософія, історія, бібліотекознавство, інформатика, європейська етнологія);
- II факультет філософії (кафедра німецької літератури, кафедри німецької мови та лінгвістики, англістіки, американістики, романістики, класичної філології, інститут Північної Європи);
- III факультет філософії (суспільні науки, науки про Азію й Африку, культурознавство, мистецтвознавство);
- IV факультет філософії (педагогіка, спортивні науки, якість навчання в системі освіти);
- Факультет релігієзнавства;
- Факультет економічних наук.

## Центральні інститути
- Музей природознавства
- Центр Великої Британії

## Міждисциплінарні центри
- Центр технологій культури імені Германа Гельмгольца;
- Центр біофізики та біоінформатики;
- Центр прикладної статистики та економіки;
- Центр культури античного світу імені Августа Бекля;
- Центр інфекційної біології та імунітету;
- Центр дослідження метрополій імені Георга Зіммеля;
- Центр вивчення значущості мов;
- Центр трансдисциплінарних ґендерних студій.

## Інші установи
- Мовний центр;
- Університетська бібліотека;
- Мультимедійний центр;
- Спортивний центр.

## Колекції університету

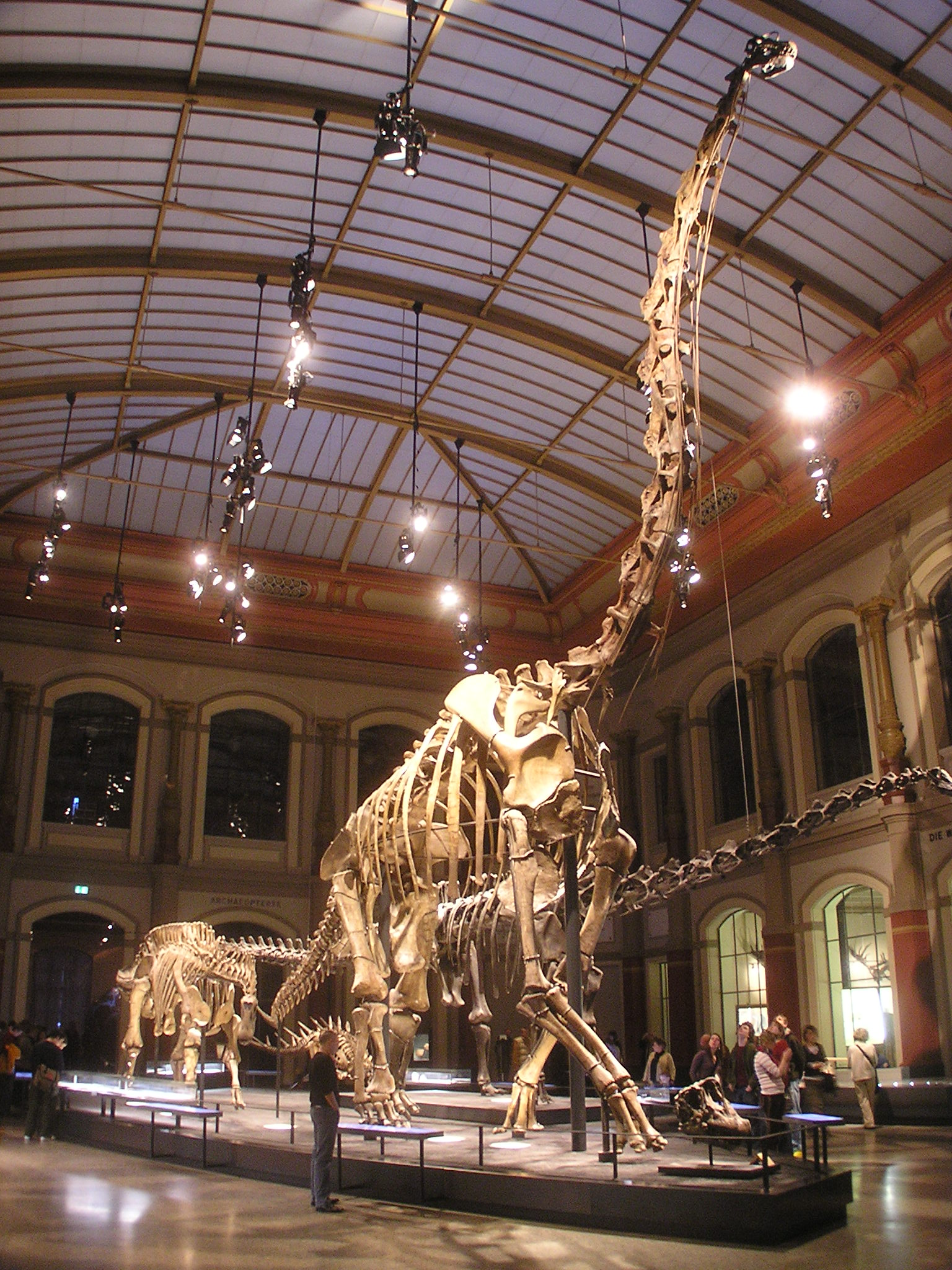
Реконструйований скелет брахіозавра в Природничому музеї університету

Наукові колекції університету з понад 35 мільйонами експонатів належать до найзначиміших на території німецькомовних держав. Збирання й систематизація колекцій було започатковане в 1700 році разом із заснуванням Прусської Академії наук. Після 1810 року частина цих та інших наукових зібрань була передана університету.
Найбільшою зі 100 колекцій є колекція з природознавства, що складається з 30 мільйонів експонатів, які знаходиться у заснованому в 1889 році музеї природознавства. Тут знаходиться найбільший у світі зібраний кістяк брахіозавра (заввишки 13,27 м), найкраще збережений екземпляр археоптерикса, мінералогічна і петрографічна колекція з найбільшою в Німеччині збіркою метеоритів. Ентомологічна колекція складається з більше 15 мільйонів препарованих тварин.

## Знамениті люди університету
Історія Гумбольдтського університету пов'язана з багатьма відомими вченими. В 1901 році, коли вперше була присуджена Нобелівська премія, одну з премій одержав нідерландський хімік Якоб Гендрік Вант-Гофф, що працював у Берлінському університеті. Роком пізніше Нобелівською премією з літератури був відзначений Теодор Моммзен, професор історії стародавнього світу. Нобелівську премію з фізики одержали багато вчених, чия наукова діяльність була пов'язана з університетом. Серед 29 лауреатів були Альберт Ейнштейн та Макс Планк. За досягнення в хімії премію отримали Еміль Фішер, Вальтер Нернст та Отто Ган, в медицині Роберт Кох та Отто Генріх Варбург .
Але не тільки нобелівські лауреати прославляли і прославляють Берлінський університет.
Це і Генріх Гейне, Адельберт фон Шаміссо, Людвіг Фейєрбах, Отто фон Бісмарк, Карл Маркс, Франц Мерінг, Вільгельм Лібкнехт та Карл Лібкнехт, Альфред Вегенер, Аліса Саломон та Курт Тухольський. Перший синтез амфетаміну був проведений у стінах університету в 1887 році хіміком Лазарем Еделеану.

## Ректори
Ректорами університету були:
- Фрідріх Карл фон Савіньї
- Йоганн Готліб Фіхте
- Георг Вільгельм Фрідріх Гегель
- Фрідріх Шлаєрмахер
- Карл Вейєрштрасс
- Теодор Моммзен
- Генріх Дернбург (1884—1885)
- Рудольф Вірхов
- Макс Планк
- Артур Кронфельд
- Лотар Кройц (1942—1945)

та багато інших видатні вчених і діячів культури.

## Знамениті професори й студенти
- Адольф Вах
- Гаврилів Мирослав Степанович
- Ернст фон Бергманн
- Вільденов, Карл Людвіг
- Пауль Гутник — (1879—1947) німецький астроном, один з початківців в фотоелектричній астрофотометрії.
- Юліус Вільгельм Ріхард Дедекінд
- Рейнгольд Зееберг
- Блюма Вульфовна Зейгарнік
- Генріх Іренеус Квінке
- Герман Людвіг Кон
- Федір Краузе — німецький хірург, один з основоположників нейрохірургії
- Франц Фелікс Адальберт Кун — німецький лінгвіст, дослідник античності та історик, засновник лінгвістичної палеонтології та порівняльної міфології
- Едмунд Георг Герман Ландау
- Курт Левін
- Фелікс Мендельсон
- Лукіан Адамович Міллер (1836—1898) — німецький класичний філолог, граматик
- Карл Віктор Мюлленгоф (1818—1884) — професор німецької філології
- Гуго Прейсс
- Леопольд фон Ранке
- Бернгард Ріман
- Фердинанд Георг Фробеніус
- Карл Густав Якоб Якобі
- Ернст Кассірер (1874—1945) — німецький і американський філософ і культуролог
- Йорг Баберовскі — німецький історик Східної Європи, професор
- Марсель Райх-Раніцкі — німецький літературний критик, літературознавець, почесний доктор

У XIX столітті в університеті навчалися деякі представники української еміграції: Зенон Пеленський, Іван Витвицький, Борис Крупницький, М. Демкович-Добрянський, Р. Данилевський.
У Берлінському університеті викладали або виступали з лекціями українські науковці: Степан Смаль-Стоцький, Дмитро Чижевський, Борис Матюшенко, Володимир Кубійович, Ігор Лоський, Володимир Леонтович, Зенон Кузеля. У Фонетичному інституті Берлінського університету працював Ярослав Рудницький.